# Stoeba loricata
Stoeba loricata är en svampdjursart som först beskrevs av Lebwohl 1914.  Stoeba loricata ingår i släktet Stoeba och familjen Pachastrellidae. Inga underarter finns listade i Catalogue of Life.